# Abtei Sainte-Scholastique (Dourgne)

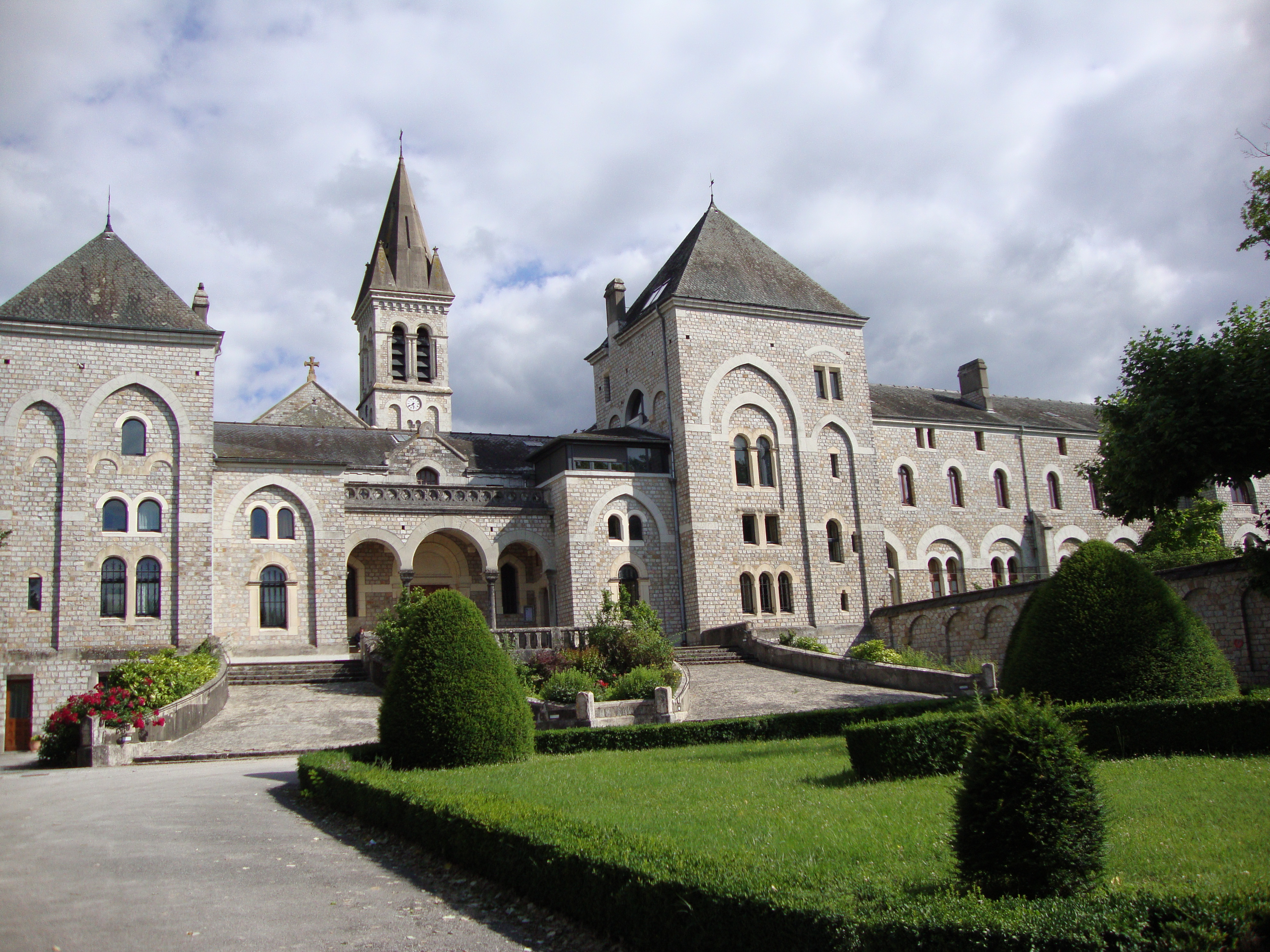
Abtei Sainte-Scholastique

Die Benediktinerinnenabtei Sainte-Scholastique ist seit 1890 ein Kloster der Benediktinerinnen in Dourgne (Département Tarn) im Erzbistum Albi in Frankreich.

## Geschichte

### Ursprung
Die geistliche Partnerschaft von Marie Cronier und Romain Banquet, Mönch des von Jean-Baptiste Muard gegründeten Klosters Pierre-Qui-Vire, führte 1890 zur Gründung eines benediktinischen Doppelklosters in Dourgne, südöstlich Toulouse. Die Mönche bauten das Kloster Saint-Benoît (Sankt Benedikt) im Ortsteil En-Calcat, die Nonnen 1 km entfernt das Kloster Sainte-Scholastique (nach der heiligen Scholastika von Nursia). Beide Klöster wurden 1896 zur Abtei erhoben. 1927 konnte die Kirche eingeweiht werden. Derzeit zählt die Abtei rund 50 Schwestern.

### Gründungen
- 1921: Maria Mediatrix und Sankt Wivina in Affligem-Hekelgem (Belgien)
- 1934: Santa Scolastica in Civitella San Paolo (Italien)
- 1934: Doppelkloster Madiran, 1955 wegen Trockenheit nach Ozon verlegt, dort wieder Doppelkloster mit der benachbarten Benediktinerabtei Tournay, aber ab 1988 durch den Bau der Autobahn A 64 erneut vertrieben, seit 1991 Abtei Notre-Dame du Pesquié in Serres-sur-Arget.

### Äbtissinnen
- 1896–1937: Marie Cronier
- 1937–1965: Marie-Scholastique Lagrave
- 1965–1985: Marie Sabeline Castany
- 1985–1989: Agnès Feur
- 1989–1998: Françoise-Romaine Soudan
- 1998– : Léonce Mauriès